# Marc Dumoulin
Marc Dumoulin, né le 6 avril 1950 à Sainte-Marie-aux-Mines (Haut-Rhin) est un homme politique français, condamné en 2002 pour crime sexuel.

## Biographie

### Famille
Marc Philippe Dumoulin est né le 6 avril 1950 à Sainte-Marie-aux-Mines (Haut-Rhin), ses deux parents sont commerçants.
Il est le père d'un garçon, né de sa première union et s'est remarié en secondes noces en juin 1983.

### Formation
Il est maître ès sciences économiques de l'université Louis-Pasteur de Strasbourg.

### Carrière professionnelle dans le tourisme
Il débute à la Chambre de commerce et d'industrie de Colmar et du Centre-Alsace, avant de présider l'office du tourisme de la vallée de Sainte-Marie-aux-Mines. Il est ensuite directeur général de la Maison de l'Alsace à Paris (1979-1997). En 1994, il est nommé président de la Fédération nationale des offices de tourisme et syndicats d'initiative (FNOTSI).

### Carrière politique
Le 1er juin 1997, il est élu député de la deuxième circonscription du Haut-Rhin à Ribeauvillé sous l'étiquette RPR mais siège en tant qu'indépendant à partir de décembre 1998 à la suite d'une mise en accusation judiciaire.

## Plainte et condamnation pour viol
En 1998, Marc Dumoulin est sujet d'une plainte pour viol de la part de sa nièce. Les faits datent d'avril 1985, lorsque la victime, alors âgée de 12 ans et demi, était en vacances chez son oncle et parrain. Elle l'accuse d'avoir commis sur elle des actes de pénétration sexuelle digitales. Marc Dumoulin nie avoir commis de tels actes, et reconnait des « caresses » sur sa nièce et des attouchements sur son propre fils.
Le 17 octobre 2001, il est condamné à cinq ans de prison dont trois ans ferme, mais il fait appel. Le 6 novembre 2001, le bureau de l'Assemblée nationale lève l'immunité parlementaire de Marc Dumoulin, permettant son incarcération. Le 2 juin 2002, Marc Dumoulin est condamné en appel par la cour d'appel de Metz, à huit ans d'emprisonnement ferme et cinq ans de privation de droits civiques. Cet arrêt est confirmé par la Cour de cassation en mars 2003.

## Distinction
Marc Dumoulin est nommé chevalier de l'ordre national du Mérite en 1990.